# Берлинский папирус
Берлинский папирус 6619 (нем. Berlin Papyrus 6619) — древнеегипетский папирус, созданный в период между второй половиной XII династии (ок. 1990–1800 до н.э) и концом XIII династии (ок. 1800 BC – 1649 BC до н.э).  Является одним из основных источником знаний о древнеегипетской математике.

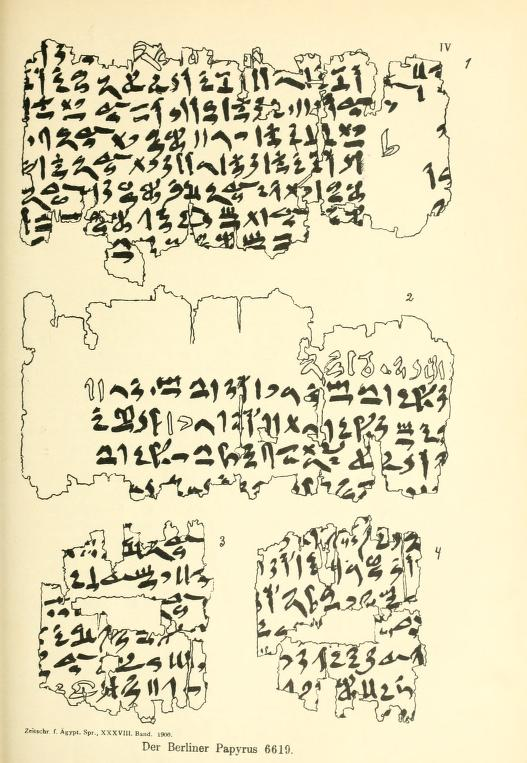
Берлинский папирус 6619, воспроизведенный в 1900 году Шак-Шакенбургом

С конца XIX века фрагменты папируса находятся в фонде Этнологического музея в Берлине. Там они были переведены и опубликованы Гансом Графом фон Шак-Шакенбургом в 1900 году (с небольшим дополнением в 1902 году) в «Журнале египетского языка и древности».